# 和通控股
和通投資控股有限公司，簡稱和通投資控股，以及和通投資（英語：Hotung Investment Holdings Limited，SGX：NT1），在1997年由台灣和通集團成立風險投資公司。
業務主要投資台灣、中國，以及美國等企業，而股份在1997年8月11日於新加坡交易所主板上市。總部位於臺北市松江路261號10樓。

## 連結
- Hotung.com.tw